# جام اتحادیه فوتبال انگلستان ۲۴–۲۰۲۳
جام اتحادیه فوتبال انگلستان ۲۴–۲۰۲۳ به عنوان شست و چهارمین دوره مسابقات جام اتحادیه انگلستان است که تیم های لیورپول و چلسی به فینال راه پیدا کردند که با گل ویرجیل فن دایک در دقیقه ۱۱۸ لیورپول را قهرمان کرد.
این دهمین قهرمانی لیورپول در این جام بود.